# Plectocomiopsis songthanhensis
Plectocomiopsis songthanhensis är en enhjärtbladig växtart som beskrevs av Andrew James Henderson och N.Q.Dung. Plectocomiopsis songthanhensis ingår i släktet Plectocomiopsis och familjen Arecaceae. Inga underarter finns listade i Catalogue of Life.